# Декады литературы и искусства Дагестана в Москве
Декады литературы и искусства Дагестана в Москве — показ достижений дагестанского искусства и литературы, одна из форм живой связи и обмена творческим опытом между деятелями искусства и литературы.
На них показывались спектакли, концертные и эстрадные программы в Колонном зале Дома союзов, во дворцах культуры, устраивались литературные вечера, обсуждения произведений литературы и искусства в творческих союзах, в клубах заводов, крупных колхозов, вузов и т. д., зрительские и читательские конференции, выставки книг, картин, эскизов декораций и т. п. Наряду с профессиональными коллективами в декадах принимали участие самодеятельные ансамбли и исполнители. Декада обычно завершалась торжественным заключительными концертом.
Первая декада литературы и искусства Дагестана в Москве прошла в 1950. Затем были декады в 1960 и в 1971. Наиболее интересной и насыщенной была Декада 1960 года.

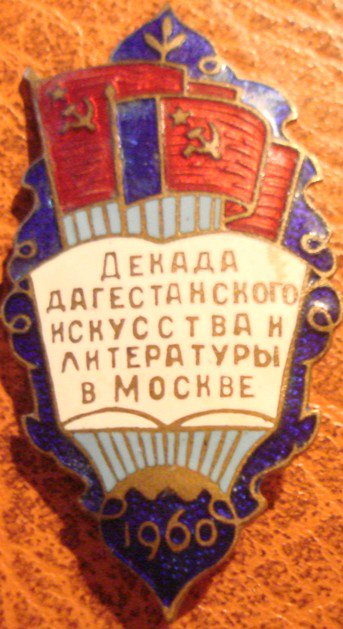
Эмблема декады литературы и искусства Дагестана в Москве-1960

## Декада литературы и искусства Дагестана — 1960
Декада прошла с 8 по 19 апреля 1960 года. Она имела глубоко продуманную и обширную программу под названием «Дорога длиной в одиннадцать дней».

### Места проведения
- Кремлёвский дворец — открытие Декады. Церемонию открытия вёл народный артист СССР Николай Черкасов. С приветственным слово м выступили: первый секретарь Дагестанского областного комитета КПСС Магомед-Салам Умаханов, секретарь Дагестанского областного комитета КПСС Роза Эльдарова, министр культуры ДАССР Изумруд Губаханова;
- Колонный зал Дома союзов — симфонический концерт композиторов Наби Дагирова, Мурада Кажлаева, Готфрида Гасанова;
- Московский цирк — две группы канатоходцев «Цовкра» под руководством заслуженных артистов РСФСР Рабадана Абакарова и Яраги Гаджикурбанова;
- Выставочный зал на Кузнецком мосту — выставка изобразительного и декоративно-прикладного искусства народов Дагестана;
- Библиотека им. В. И. Ленина — выставка книг и книжной графики;
- Малый театр — выступления театров;
- Концертный зал имени П. И. Чайковского — выступление ансамбля «Лезгинка». Огромным успехом пользовались блистательные танцевальные номера ансамбля.
- Кремлёвский дворец — заключительный концерт участников Декады.

В двухдневном обсуждении дагестанской литературы в Союзе писателей РСФСР приняло участие около 80 литераторов, в том числе Н. Тихонов. Л. Соболев, С. Баруздин, А. Прокофьев, А. Кешоков, А. Марков, И. Снегова и др. В Декаде активное участие приняли дагестанские поэты и писатели: Расул Гамзатов, Абуталиб Гафуров, Аткай Аджаматов, Юсуп Хаппалаев, Рашид Рашидов, Анвар Аджиев, Абдул-Вагаб Сулейманов, Машидат Гаирбекова, Фазу Алиева, Алирза Саидов, Ахмедхан Абу-Бакар и многие другие.

### Участники
- Театры[2]:
  - Кумыкский музыкально-драматический театр им. А.-П. Салаватова (музыкальная комедия «Под деревом» Г. Рустамова, «Каменный гость» А. С. Пушкина). В главной роли — Барият Мурадова;
  - Аварский театр им. Г. Цадасы (трагедия «Горянка» Р. Гамзатова, водевиль «По горным дорогам» К. Закарьяева и М. Даудова);
  - Лезгинский театр им. С. Стальского (музыкальная драма «Ашуг-Саид» Т. Хурюгского и К. Меджидова, историко-революц. драма «Сулак-свидетель» М. Хуршилова и Чистякова);
  - Лакский театр им. Э. Капиева («В родном ауле» М. Алиева);
  - Русский театр им. М. Горького, Махачкала («Сердца друзей» М. и 3. Зульфукаровых).
- Ансамбли и коллективы:
  - «Лезгинка» (под рук. народного артиста СССР Т. Израилова);
  - «Цовкра» (под рук. народных артистов РСФСР Р. Абакарова и Я. Гаджикурбанова)
  - Чародинский хор.

Персоналия:
- - Писатели и поэты
  - Солисты Даг. гос. филармонии и самодеяльных коллективов.
  - Композиторы
  - Художники
    - Галина Павловна Конопацкая
    - Алексей Иванович Августович

### Итоги декады
В результате оглушительного успеха Декады в Москве большинство участников были награждены орденами и медалями; ряд артистов получили почётные звания СССР, РСФСР и ДАССР: 
- Барият Мурадова получила звание народной артистки СССР;
- 5 человек стали народными артистами РСФСР;
- 10 участников получили звания заслуженных деятелей искусств РСФСР;
- 13 присвоили звания заслуженных артистов РСФСР;
- 9 — заслуженными деятелями искусств ДАССР;
- 17 — народными артистами ДАССР;
- 30 — заслуженных артистов ДАССР;[3]
- 4 участников наградили орденом Ленина;
- 16 стали кавалерами ордена Трудового Красного Знамени;
- 44 артиста награждены орденом «Знак Почёта»;
- 87 участников удостоены медали «За трудовую доблесть».[4]